# Stadthaus (Speyer)

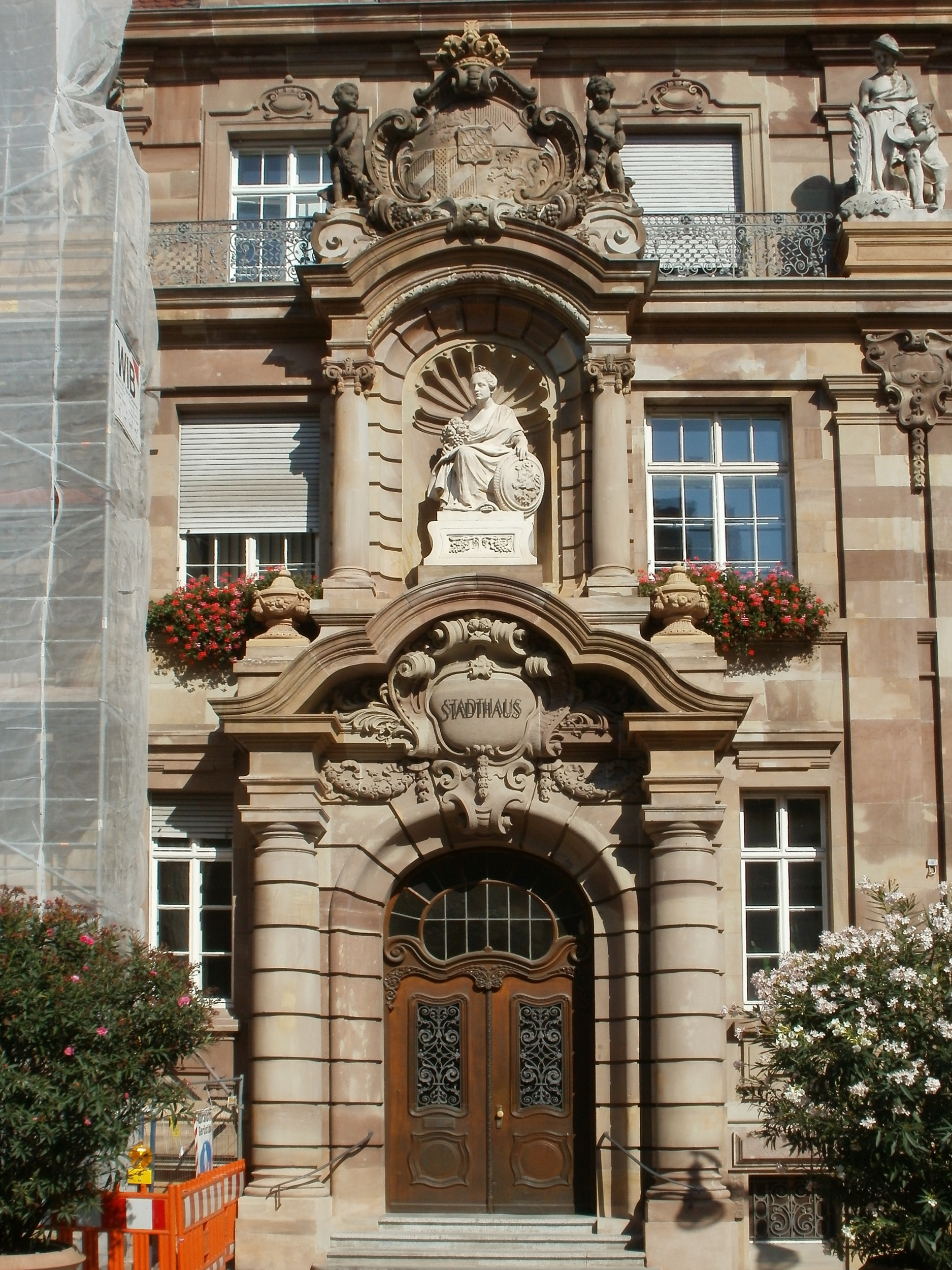
Hauptportal mit Palatia und Bayerischem Wappen

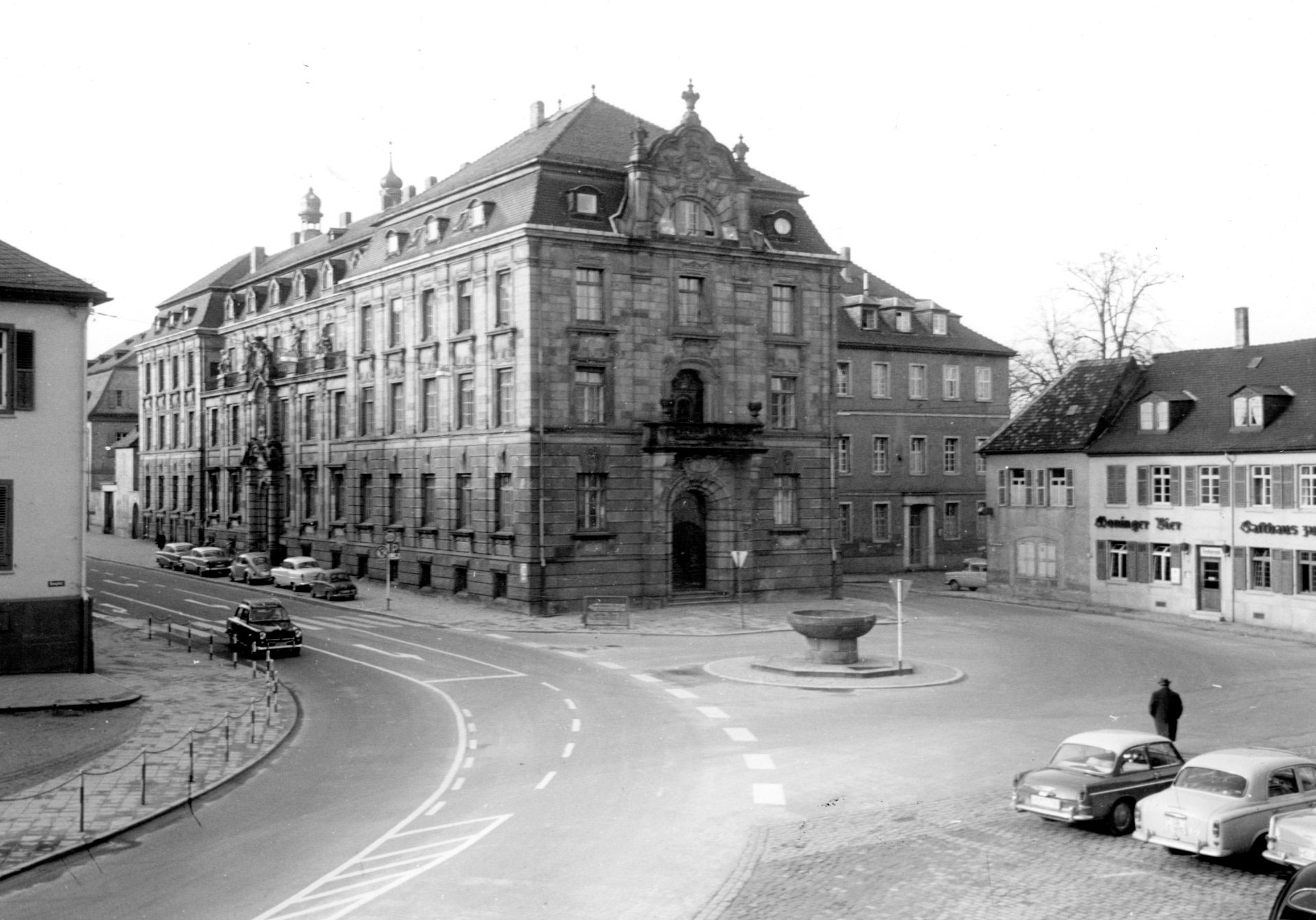
Blick auf das Stadthaus. Foto von 1965. Stadtarchiv Speyer.

Das Stadthaus in Speyer ist seit 1960 Sitz der Stadtverwaltung sowie der Oberbürgermeisterin und Bürgermeisterin. Nach einjähriger Bauzeit wurde es 1903 bezogen und war zunächst Sitz der Versicherungsanstalt für die Pfalz, aus der 1947 die Landesversicherungsanstalt Rheinland-Pfalz (LVA) wurde.

## Entstehung
Die 1891 gegründete Rentenversicherung für die Pfalz befand sich im zweiten Stock des ehemaligen „Hof zum großen Senfgarten“ und in der Herdstraße 39 in Speyer. Das wachsende Aufgabenspektrum, steigender Personalbedarf führten zur Raumnot. Deshalb entschied der Vorstand am 15./16. Oktober 1900, ein neues Verwaltungsgebäude zu errichten. Dafür wurde das „Frey´sche Anwesen, ehemaliger „Trutzpfaff““ gegenüber dem Speyerer Dom abgerissen und das Grundstück für 160.000 Reichsmark von der Versicherungsanstalt für die Pfalz erworben. Im Inneren waren bereits Versorgungsschächte für moderne Installationen vorgesehen – Wasser, Abwasser und Strom und seit 1907 ein Telefon, das es in Speyer vereinzelt seit 1892 gab. Beheizt wurde es mit einer „Niederdruckdampfheizung“. Architekt für das neu zu errichtende Verwaltungsgebäude war Franz Schöberl. Der Bau begann im Jahr 1902 und wurde zum 1. Oktober 1903 ohne Einweihungsfeierlichkeiten bezogen. Insgesamt beliefen sich die Kosten auf rund 400.000 Reichsmark. In den Jahren 1911 und 1914 wurden zusätzlich die „Alte Domdechanei“ und das alte Schulhaus hinzugekauft, entsprechend umgebaut und durch einen Verbindungsgang mit dem Hauptgebäude verbunden.

## Architektur
Das Verwaltungsgebäude umfasst drei Stockwerke, welche zu Beginn Sitzungssäle, Karteiräume und Räumlichkeiten zur Aktenregistratur sowohl für die Versicherungsanstalt als auch für das dort ansässige Schiedsgericht vorsahen. Ebenfalls wurden im zweiten Obergeschoss Wohnungen für den Vorstand und den Hausmeister errichtet. Das Eingangsportal zur Maximilianstraße zeigt die Palatia als Nischenfigur und trug bis zum Zweiten Weltkrieg das bayerische Wappen. Die Fassade ist mit Ornamenten versehen, wobei der Mittelteil des Gebäudes und auch das dritte Geschoss zurückversetzt sind. Dies entspricht in der Gestaltung den Wiener Adelspalais der Neubarockzeit. Die am dritten Stock angebrachten allegorischen Figuren auf Postamenten stehen für Jugend und Fleiß, Industrie, Landwirtschaft und Ackerbau sowie das Alter. Gefertigt wurden diese aus französischem Savonnières vom Bildhauer Gustav Adolf Bernd. Das Mansardenwalmdach ist zum Dom hin mit einem Giebel und Balkon bestückt.

## Zwischen den Weltkriegen
Die Folgen des Ersten Weltkrieges stellten die Landesversicherung für die Pfalz als Alters- und Invalidenversicherung durch die hohe Anzahl an Verstorbenen und Verwundeten vor große Herausforderungen. Das Hauptverwaltungsgebäude wurde zunächst durch die französische Besatzungsmacht beschlagnahmt. Bis 1930 standen deshalb nur wenige Räume für den Dienstbetrieb zur Verfügung. Im Jahr 1938 arbeiteten rund 50 Beamte und 40 Angestellte im Hauptverwaltungsgebäude in der Maximilianstraße. Von diesen wurde ein Großteil im Zweiten Weltkrieg zum Kriegsdienst eingezogen. Ein feindlicher Luftangriff mit Bombenabwurf über Speyer zerstörte in der Nacht vom 19. auf den 20. Juni 1940 um 2.30 Uhr den Dachstuhl und das südliche Gebäudeteil der Landesversicherungsanstalt Pfalz. Die Aufräum- sowie Instandsetzungsarbeiten sowie die Reparatur des Daches dauerten bis zum Frühjahr 1941 an. Nach dem Zweiten Weltkrieg wurde 1945 das Gebäude erneut von französischen Truppen beschlagnahmt und bis 1956 durch die französische Militärregierung besetzt.

## Nachkriegszeit
Die Arbeitsmenge wuchs, die Mitarbeiterzahl stieg auf über 1.000 Beschäftigte. Zudem wurde die elektronische Datenverarbeitung eingeführt. Dies alles machte einen neuen Standort notwendig. Mitte 1955 traf die damalige LVA Rheinland-Pfalz den Entschluss, ein neues Verwaltungsgebäude mit einem Hochhaus am Stadtrand Speyers zu errichten. Der Umzug erfolgte zu Beginn des Jahres 1960. Zu diesem Zeitpunkt ging das Verwaltungsgebäude in der Maximilianstraße 100 an die Stadt Speyer über und wird heute als Sitz der Stadtverwaltung, der Oberbürgermeisterin und Bürgermeisterin genutzt.